# Las Poquianchis
Las Poquianchis est le nom donné au Mexique aux quatre sœurs González Valenzuela : Delfina, Carmen, María Luisa (dite Eva) et María de Jesús, proxénètes et tueuses en série ayant opéré de 1945 à 1964. Elles possédaient plusieurs bordels au Guanajuato et au Jalisco dans lesquelles elles exploitaient de jeunes filles séquestrées, battues et prostituées de force. Les captives étaient assassinées lorsqu'elles ne remplissaient plus les critères des sœurs, leurs bébés étaient systématiquement tués et il arrivaient que des clients aussi soient leurs victimes. Las Poquianchis étaient principalement actives dans la ville de San Francisco del Rincón, au Guanajuato, et les corps des victimes étaient enterrés dans la municipalité voisine de Purísima del Rincón (es). Le nombre officiels de victimes est de 91 mais pourrait en réalité s'élever à plus de 150, ce qui ferait des sœurs González Valenzuela les tueuses en séries les plus prolifiques de l'histoire du Mexique.

## Origines

### La famille González Valenzuela
Les quatre sœurs naissent sous le nom de Torres Valenzuela, filles d'Isidro Torres et de Bernardina Valenzuela, un couple vivant à El Salto (es), au Jalisco. Leur père est un policier avec la charge d'alguacil (équivalent d'un shérif) sous le régime du Porfiriat et qui a réussi à conserver son poste après la Révolution mexicaine. Homme violent, autoritaire et alcoolique, il bat régulièrement sa femme et ses enfants et obligent ses quatre filles à assister à la torture et à des exécutions de prisonniers. Leur mère, Bernardina, est une fanatique religieuse.
La maltraitance pousse un jour Carmen à fuir avec son petit ami, Luis Jasso, un homme plus âgé qu'elle de plusieurs années. Elle est retrouvée par son père, qui la bat et l'enferme un an dans la prison municipale dont il a la charge. Plus tard, Isidro Torres devient un fugitif après avoir abattu de plusieurs balles dans le dos un délinquant présumé, Félix Ornelas, en essayant de l'arrêter. Carmen est libérée par un voisin épicier avec qui elle avait entamée une relation amoureuse. Un enfant naît de leur union.
Pour fuir El Salto et éviter les représailles, la famille abandonne le nom de Torres pour celui de González. À cette occasion, leur père Isidro les abandonne.

### Les débuts
En 1935, les González Valenzuela vivent dans une pauvreté extrême. Les sœurs travaillent dans une usine textile mais leurs salaires suffisent à peine à survivre. En 1938, Carmen rencontre Jesús Vargas, dit « El Gato », avec lequel elle s'installe et ouvre une petite cantine à El Salto, mais l'homme dilapide leurs revenus et mène leur établissement à la ruine. Carmen l'abandonne et retourne vivre avec les siens.
Grâce au maigre héritage laissé par leurs parents, Delfina González Valenzuela ouvre son premier bordel à El Salto. La prostitution est illégale au Jalisco mais, dans les faits, la pratique n'est pas combattue. Le lieu reste ouvert longtemps jusqu'à ce qu'une rixe, qui cause la mort du fils de Carmen, attire l'attention des autorités qui le font fermer.

## Le bordel«El Guadalajara de noche»
En 1954, Delfina déménage son établissement à Lagos de Moreno pendant la fête annuelle de la ville. Les sœurs profitent de la complicité des autorités corrompues dont le maire lui-même qui leur fournit les documents leur permettant d'ouvrir le bordel, officiellement en tant que bar, en échange de faveurs sexuelles.
Les prostituées étaient attirées par des mensonges ou achetées à des trafiquants. Une fois dans l'établissement, les femmes étaient soumises à un système évoquant le péonage en vigueur sous le Porfiriat : les captives étaient obligées d'acheter aux sœurs maquerelles leurs vêtements et leur nourriture, à des prix arbitraires, accumulant auprès d'elles d'énormes dettes qu'elles devaient rembourser en se prostituant.

## La corruption
Selon le récit des sœurs González Valenzuela, avant d'ouvrir un nouveau bordel, elles s'assuraient de l'amitié des autorités locales qui devaient les protéger. Elles n'hésitaient pas à devenir les amantes de fonctionnaires ou bien à les payer pour qu'ils ne ferment pas leurs établissements.
Une fois un bordel ouvert, Las Poquianchis embauchaient des gens chargés de parcourir le Mexique à la recherche de jeunes filles âgées de 12 à 15 ans qui étaient amenées aux sœurs par la force ou par la ruse. Elles étaient ensuite gardées prisonnières et obligées à se prostituer.
Le Secrétariat à la Santé émettait de faux certificats qui permettaient de rassurer les clients en faisant croire que les filles étaient en bonne santé.

## Découverte de l'affaire
En 1964, une fille tout juste arrivée au bordel, Catalina Ortega, réussit à s'en échapper et se présente à la police judiciaire de León, au Guanajuato. Delfina et María de Jesús sont arrêtées à San Francisco del Rincón mais Carmen s'échappe au dernier moment. L'affaire est amplement couverte par la revue Alarma! (es) dont le tirage hebdomadaire passe de 140 000 à 500 000 exemplaires.
La police découvre 91 corps dans l'enceinte du bordel.

## Les crimes
Selon les témoignages des victimes libérées des griffes des Poquianchis, des femmes étaient battues et torturées et plusieurs assassinées et enterrés dans l'enceinte de la propriété. Les prostituées n'étaient pas autorisées à sortir du bordel et, lorsqu'elles tombaient enceintes, elles subissaient des avortements forcés. Dans les cas où l'enfant naissait, il était tué.
Toujours selon les femmes secourues, les prostituées étaient tuées sur ordre des sœurs si elles ne leur « servaient plus ». Elles étaient enterrées vivantes dans un lieu clandestin de Purísima del Rincón (es), une municipalité du Guanajuato. C'est un capitaine de l'armée, Hermenegildo Zúñiga Maldonado, dit « El Capitán Águila Negra », amant et protecteur de Delfina González Valenzuela, qui se chargeait des meurtres.

## L'histoire
Delfina développa une méthode d'enlèvement la plus rentable possible : les ranchs et les villages voisins étaient visités à la recherche des plus jolies filles, sans se préoccuper qu'elles n'aient que douze, treize ou quatorze ans. Si elles étaient trouvées seules, elles étaient enlevées immédiatement. Sinon, les Poquianchis approchaient leurs parents, souvent des paysans, et leur faisaient miroiter un emploi bien payé de domestique à la ville pour leur fille. S'ils acceptaient, elle était emmenée et ses souffrances commençaient.
Arrivées au bordel, les Poquianchis faisaient se déshabiller les filles pour être examinées. Si elles étaient « suffisamment en chair », elles étaient livrées à des complices masculins qui les violaient et les frappaient pour les soumettre. Si les captives résistaient ou pleuraient, elles étaient battues.
Les filles enlevées étaient ensuite douchées à coups de seaux d'eau glacée. Elle recevaient une robe et, menacées de mort, étaient envoyées en salle à la rencontre de leur premiers clients. La jeunesse des prostituées faisait la célébrité de l'établissement des sœurs González Valenzuela et il prospéra rapidement. Les esclaves sexuelles ne recevaient pour toute nourriture que cinq tortillas rassies et une assiette de haricots par jour.
Lorsqu'une prostituée atteignait l'âge de vingt-cinq ans, les Poquianchis la considéraient comme « vieille » et la livraient à Salvador Estrada Bocanegra, dit « El Verdugo », qui l'enfermait dans une chambre, privée d'eau et de nourriture pendant plusieurs jours. Régulièrement, il entrait la frapper à coups de planche avec un clou pointu au bout. Une fois que la femme était trop faible pour se défendre, El Verdugo l'emmenait à l'arrière de la propriété et l'enterrait vivante. Dans d'autres cas, elle était tuée en étant jetée du toit ou la tête brisée par des coups.
En cas de grossesse, d'anémie ou simplement parce qu'elle ne souriait pas assez aux clients, une prostituée pouvait être assassinée. En cas de naissance, les bébés étaient tués tout de suite et enterrés, sauf dans un cas où un enfant fut vendu à un client qui voulait l'utiliser pour des expériences. Lorsqu'une fille populaire tombait enceinte, elle devait subir un avortement forcé clandestin, car les Poquianchis ne voulaient pas se priver d'une bonne source de revenus. En plus du reste, les prostituées devaient faire le ménage, cuisiner et être au service des Poquianchis.
Les sœurs González Valenzuela employaient plusieurs personnes pour accomplir leurs crimes : Francisco Camarena García, le chauffeur qui amenait les filles au bordel avec Enrique Rodríguez Ramírez ; Hermenegildo Zúñiga, dit « El Capitán Águila Negra », ancien capitaine dans l'armée devenu garde du corps des Poquianchis et vigile du bordel ; José Facio Santos, gardien de nuit de la propriété ; Salvador « El Verdugo » Estrada Bocanegra, chargé de discipliner les prostituées et de les assassiner lorsqu'elles voulaient s'enfuir ou dénoncer leurs mauvais traitements.
María Auxiliadora Gómez, Lucila Martínez del Campo, Guadalupe Moreno Quiroz, Ramona Gutiérrez Torres, Adela Mancilla Alcalá et Esther Muñoz, surnommée « La Pico Chulo », étaient des prostituées devenues gardiennes en échange de la vie sauve. Lorsqu'une nouvelle fille refusait de céder au caprice d'un client, elles la traînaient par les cheveux à travers le bordel et la battaient jusqu'à ce qu'elle perde connaissance. La Pico Chulo aimait frapper à mort les récalcitrantes et leur fracturer le crâne à coups de barre de bois. 

## Condamnation
Accusées de traite des Blanches, de débauche, de corruption de mineur, d'homicide volontaire, de séquestration et de trafic de stupéfiants, Delfina, María de Jesús et María Luisa sont condamnées à l'issue du procès à une peine de quarante ans de prison. Deux d'entre elles moururent derrière les barreaux.
Carmen fut la première à mourir, en 1949, d'un cancer. Delfina mourut le 17 octobre 1968, à l'âge de 56 ans, d'une hémorragie cérébrale après avoir reçu un seau de ciment sur la tête. María Luisa succomba dans sa cellule à un cancer du foie en novembre 1984. Enfin, María de Jesús purgea sa peine et mourut en liberté dans les années 1990.

## Dans la culture
L'affaire a servi d'inspiration au film Las Poquianchis (es) de Felipe Cazals en 1976 et au roman Las muertas de Jorge Ibargüengoitia en 1977 (traduit en français sous le titre Les Mortes en 1984).
Dans son ouvrage Huesos en el desierto de 2002 sur les meurtres de femmes de Ciudad Juárez, Sergio González Rodríguez évoque l'affaire des Poquianchis et mentionne un total de 80 victimes.